# Lekki (Lagos)

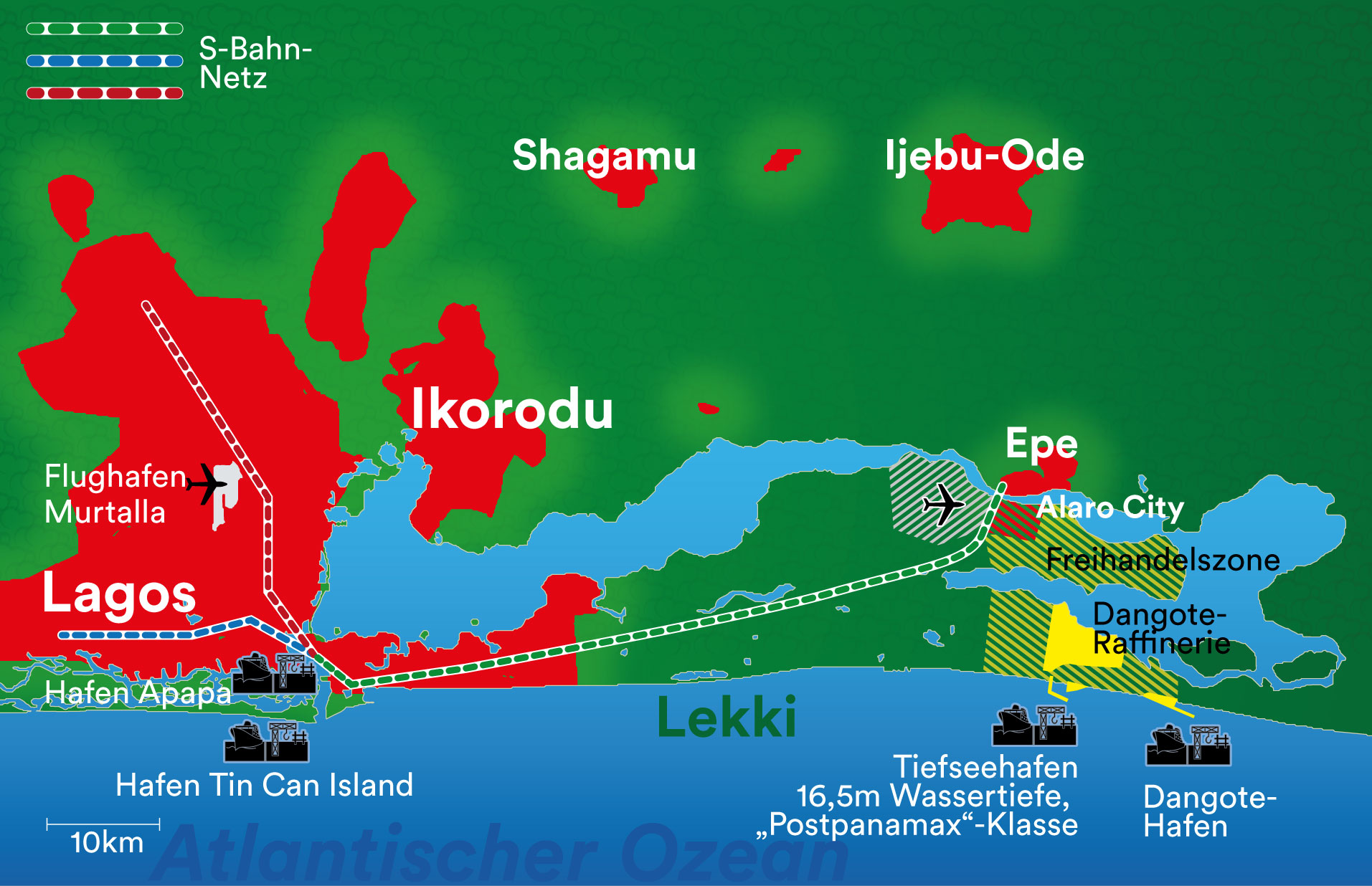
Lagos und Lekki

Lekki ist ein Stadtteil der Agglomeration Lagos, Nigeria auf der Halbinsel Lekki. Lekki zeigt (Stand 2024) mit zwei neuen Häfen (darunter der Deep Sea Port Lekki), einer im Dezember 2023 in Betrieb gegangenen Ölraffinerie und der Lekki Freihandelszone eine besondere Entwicklungsdynamik. Ein neuer Flughafen und die dritte Linie der S-Bahn von Lagos (die „grüne Linie“) sind in Lekki geplant. Die im Bau befindliche „fourth mainland bridge“ soll Lekki mit Ikorodu verbinden und wird damit den Autobahnring von Lagos schließen. Mit dem Lekki Conservation Centre und der Nike Art Gallery liegen die beiden populärsten Touristenziele von Lagos in diesem Stadtteil. Das in Lagos am häufigsten fotografierte Bauwerk, die Lekki-Ikoyi-Bridge, verbindet die Halbinsel mit dem historischen Stadtkern der Millionenmetropole.

## Lage
Lekki grenzt im Westen an die Bezirke Victoria Island und Ikoyi von Lagos, im Süden an den Atlantischen Ozean, im Norden an die Lagune von Lagos und im Osten an die Lagune von Lekki.

## Verwaltung
Bei Immobilien unterscheidet man zwischen dem westlichen "Lekki Phase 1" und dem östlichen "Lekki Phase 2". Administrativ gehört Lekki zu den Stadtverwaltungen 1) „Eti Osa“ im Westen und zur Agglomeration Lagos gehörend und 2) der selbständigen Gemeinde „Ibeju Lekki“ im Osten.

## Wirtschaft

### Ölraffinerie Dangote

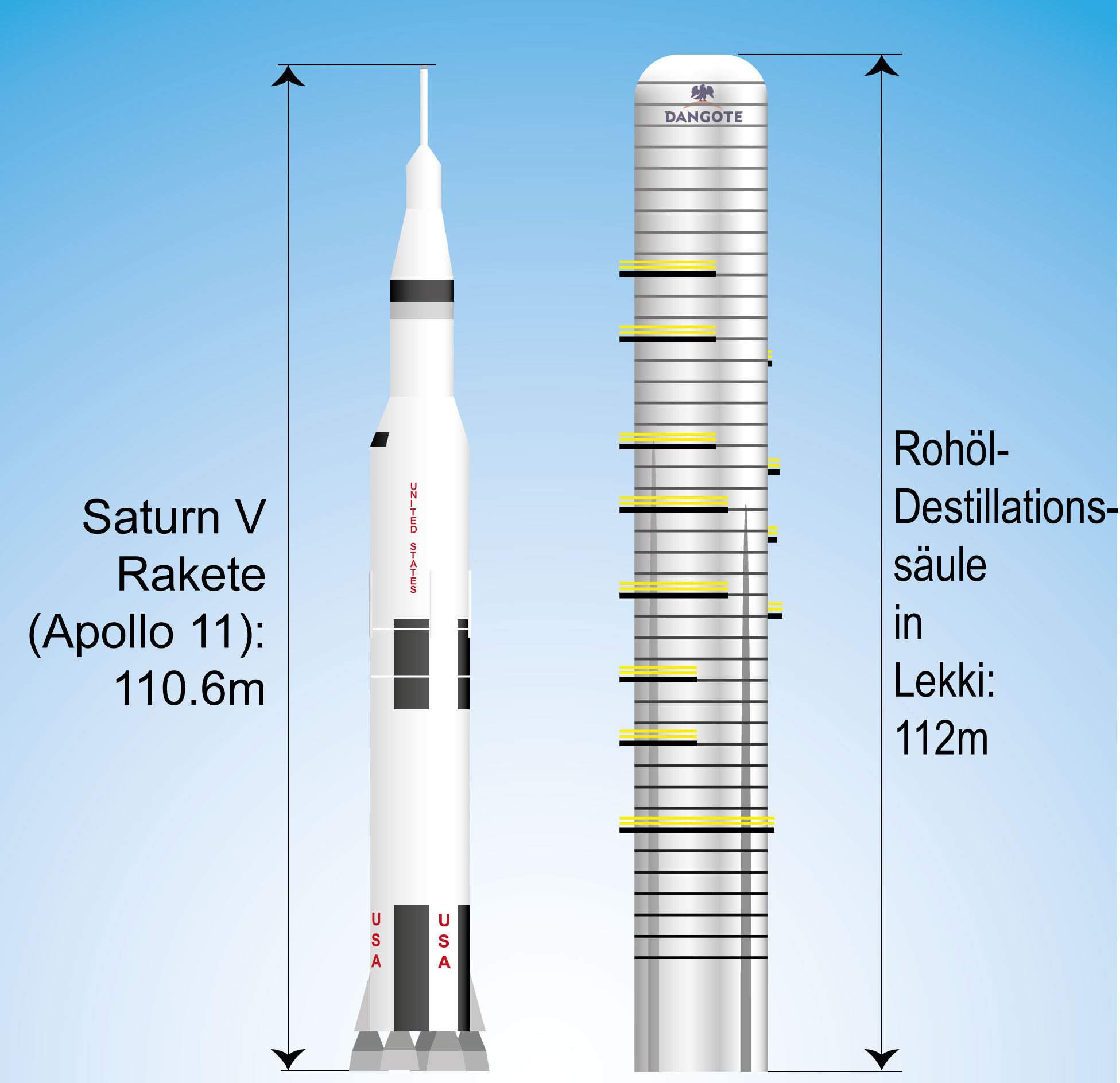
Größte Destillationskolonne der Welt in Lekki

Jahrzehntelang gab es in Nigeria keine erdölverarbeitende Industrie, abgesehen von illegalen Raffinerien im Nigerdelta (die aufgrund des fehlenden Crackings sehr umweltschädlich waren). Nigeria musste daher die Endprodukte des heimischen Rohöls wie Kraftstoffe, Bitumen, Paraffin, Motoröl, Polypropylen usw. in US-amerikanischen oder europäischen Raffinerien herstellen lassen, was mit Transportkosten über Tausende von Seemeilen und Gewinnspannen für Zwischenhändler verbunden war. Die Erdölraffinerie in Lekki wurde im Dezember 2023 in Betrieb genommen und soll bei vollem Betrieb 650.000 Barrel Öl pro Tag verarbeiten, womit sie die siebtgrößte Erdölraffinerie der Welt wäre. Es wurden 57.000 Menschen eingestellt.

### Tiefseehafen Lekki
Anfang 2023 wurde der Tiefseehafen Lekki 50 km östlich, aber noch innerhalb des Ballungsraums Lagos in Betrieb genommen. Er kann Super-Post-Panamax-Containerschiffe abfertigen und verfünffacht die nigerianische Hafenkapazität.
Der Containerterminal verfügt über einen 1.200 Meter langen Kai, drei Containerliegeplätze und einen Lagerbereich mit mehr als 15.000 Stellplätzen. Das allgemeine Layout des Containerlagers und -umschlagsbereichs besteht aus einer gestapelten Containeranordnung. Der Terminal ist für den Umschlag von 2,5 Millionen 20-Fuß-Standardcontainern pro Jahr ausgelegt. Der Tiefseehafen von Lekki ist der erste Hafen in Nigeria mit Ship-to-Shore-Kränen. Er verfügt über drei dieser Containerbrücken, die zur „Post-Panamax“-Gruppe gehören, d. h. sie können die hinterste Reihe von Containern erreichen und entladen, selbst wenn das Containerschiff breiter als der Panamakanal ist (d. h. insgesamt über 49 Meter breit). Das computergestützte System des Hafens ermöglicht die Identifizierung und den Umschlag von Containern vom Büro aus; die menschliche Interaktion bei den physischen Prozessen wird minimal sein. Dennoch wird der Hafen nach Angaben des Geschäftsführers Du Ruogang 169 972 Arbeitsplätze schaffen. Die zusätzlichen Einnahmen für den nigerianischen Staat durch Steuern, Zölle und Lizenzgebühren werden auf 201 Mrd. USD geschätzt.
Am 22. Januar 2023, wenige Stunden vor der offiziellen Einweihung durch den damaligen Präsidenten Buhari, legte das erste kommerzielle Schiff, der Containerfrachter CMA CGM MOZART, im Hafen an.

### Freihandelszone Lekki
Die Lekki Free Trade Zone ist eine Freihandelszone im östlichen Teil von Lekki, die sich über eine Gesamtfläche von etwa 155 Quadratkilometern erstreckt. Sie hat eine Fläche von 30 Quadratkilometern und soll zu einem multifunktionellen Stadtteil entwickelt werden, in dem Industrie, Handel und Gewerbe, Immobilienentwicklung, Lagerhaltung und Logistik, Tourismus und Unterhaltung integriert sind.

## Kultur und Natur

### Das Lekki Conservation Centre

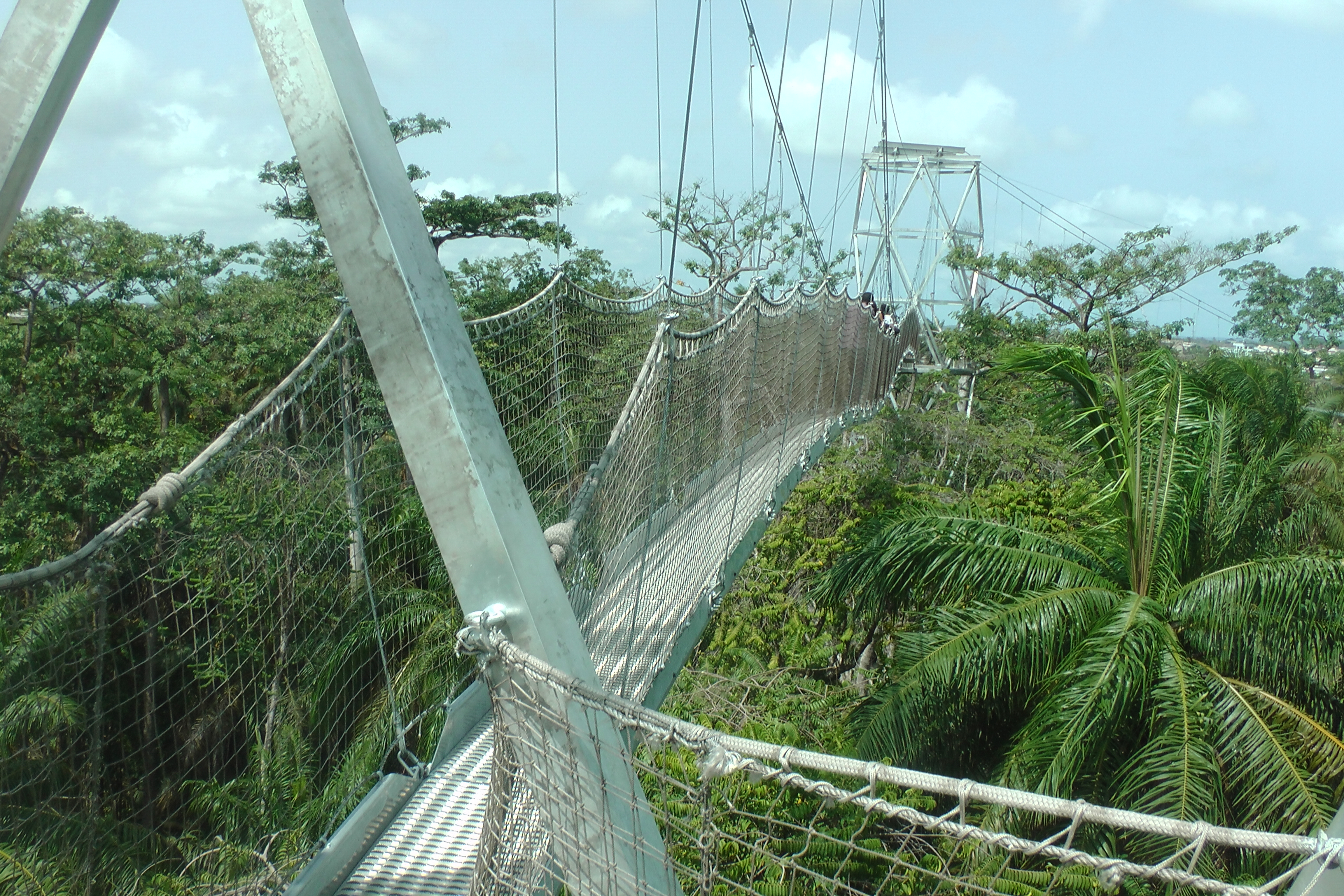
Das Lekki Conservation Centre

Das Lekki Conservation Centre (LCC) ist eines der wichtigsten Schutzgebiete der Nigerian Conservation Foundation (NCF). Es erstreckt sich über eine Fläche von 78 Hektar in Lekki. Das Naturschutzzentrum wurde 1990, also noch vor der Erschließung von Lekki, zum Schutz der Tier- und Pflanzenwelt in der südwestlichen Küstenregion Nigerias angesichts der ausufernden städtischen Entwicklung eingerichtet. Das Projekt förderte den Umweltschutz und wirkte der Wilderei durch die umliegenden Gemeinden entgegen und diente auch als Touristenzentrum für einheimische und internationale Besucher.
Mehr als zwei Millionen Touristen aus mehr als 100 Staaten haben das Lekki Conservation Centre seit seiner Gründung besucht. Die Fläche des LCC ist in zwei Bereiche unterteilt: den LCC-Komplex und das Naturschutzgebiet. Der LCC-Komplex besteht aus einer Mehrzweckrotunde, die von vier Bürogebäuden umgeben ist, in denen sich die Büros der Projektmitarbeiter, ein Geschenkeladen, eine Kantine und das Büro der Fahrer befinden. Das Naturreservat besteht aus einem Mosaik von Vegetationstypen, darunter Sekundärwald, Sumpfwald und Savannengrasland.

### Lufasi Nature Park
Der Lufasi Nature Park ist die städtische Forstwirtschafts- und Tierschutzinitiative von Lekki und dient der Erhaltung der Natur und dem Schutz von Wildtieren und gefährdeten Arten. Nollywood-Filmteams nutzen diesen Park gerne als Kulisse.

### Die Nike-Kunstgalerie

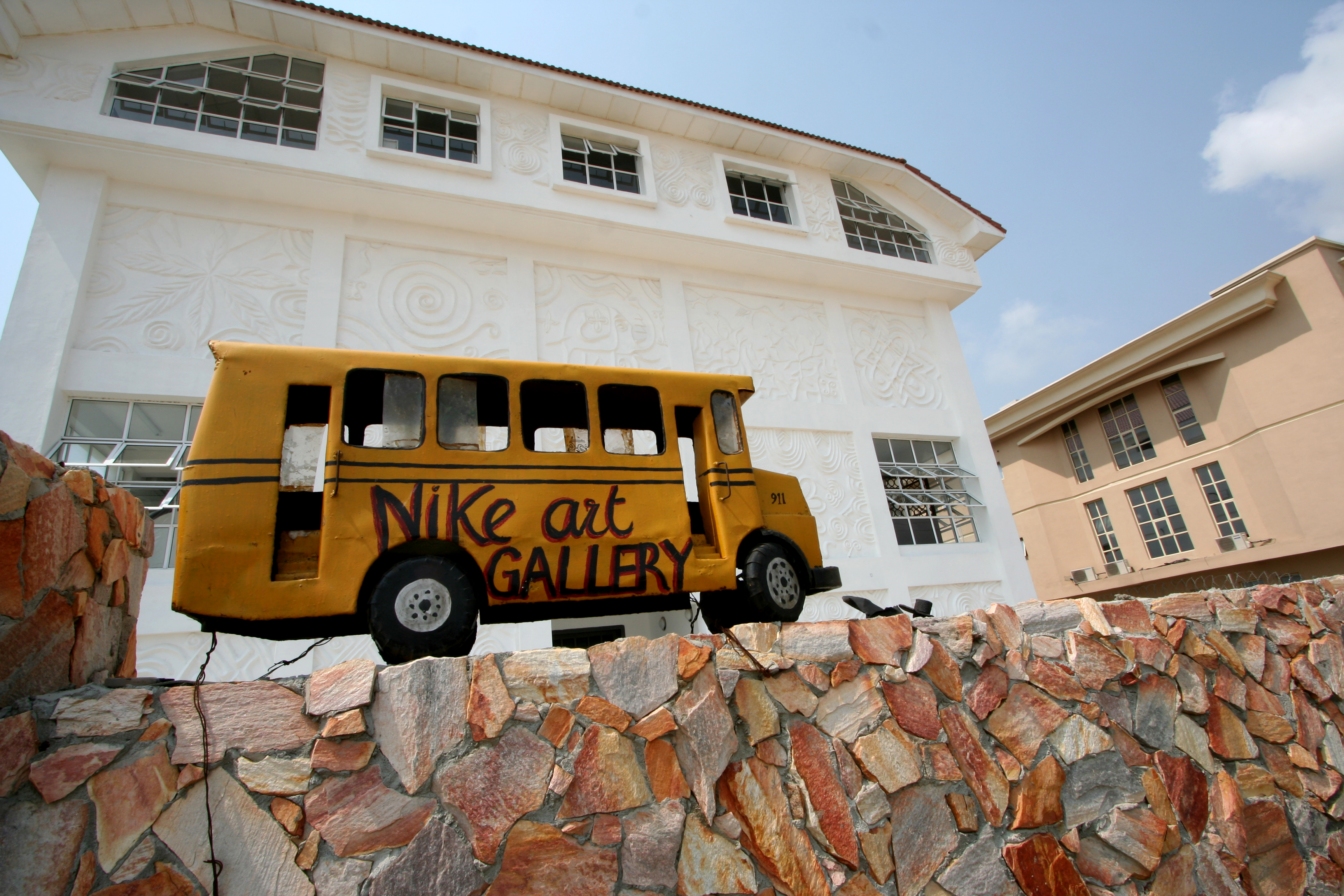
Die Nike Art Gallery

Die Nike Art Gallery ist eine Kunstgalerie in Lagos, die Nike Davies-Okundaye gehört. Die Galerie ist wahrscheinlich die größte ihrer Art in Westafrika. Sie ist in einem fünfstöckigen Gebäude untergebracht und verfügt über eine Sammlung von rund 8.000 verschiedenen Kunstwerken verschiedener nigerianischer Künstler wie Chief Josephine Oboh Macleod. Die Galerie ist das beliebteste Touristenziel der Stadt und hat nichts mit dem gleichnamigen Sportartikelhersteller zu tun.

### Oba Elegushi Markt
Der Lekki Arts and Crafts Market (den Lagosianern als Oba Elegushi Market bekannt) bietet eine große Auswahl an afrikanischem Kunsthandwerk. Er gilt als der größte Kunstmarkt in Nigeria.

## Bauwerke

### Die Lekki-Brücke

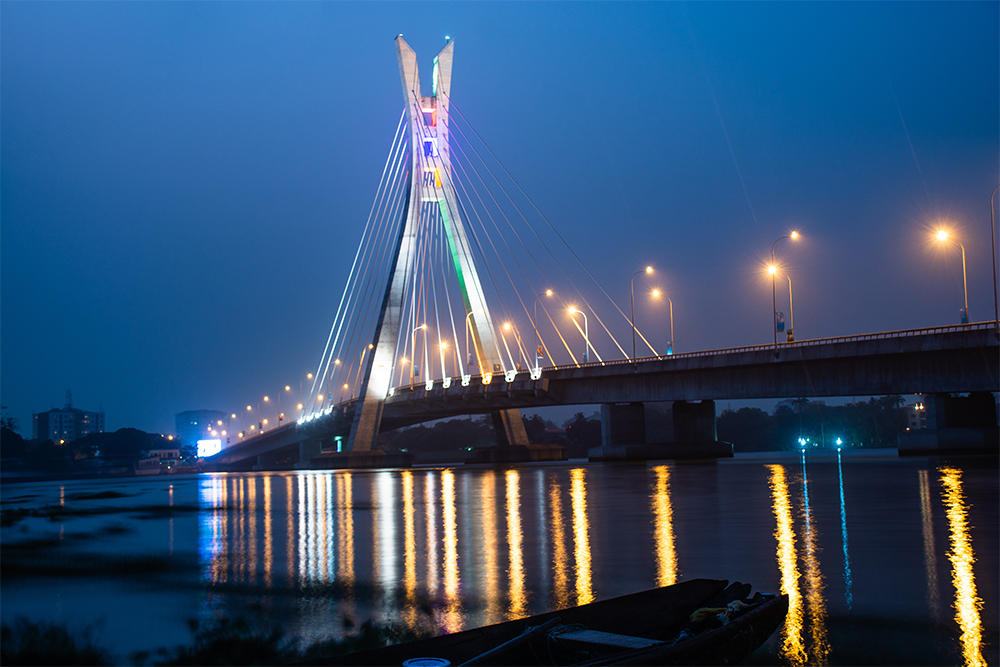
Die Lekki Bridge

Das am häufigsten fotografierte Bauwerk in Lagos ist die Lekki-Ikoyi-Brücke, die 2013 fertiggestellt wurde. Mark Zuckerberg joggte bereits über sie.

## Tourismus
Giwa Gardens im Ortsteil Sangotedo ist ein Wasserpark, laut eigener Angabe der größte in Westafrika.